# Les Signataires par le sang
Les Signataires par le sang ou Ceux qui signent par le sang (El-Mouaguiine Biddam) sont un groupe armé et une organisation terroriste, d'idéologie salafiste djihadiste, née en décembre 2012 d'une scission d'Al-Qaïda au Maghreb islamique (AQMI). Elle est fondée par Mokhtar Belmokhtar pendant la guerre du Mali. Le 22 août 2013, le mouvement fusionne avec le Mouvement pour l'unicité et le jihad en Afrique de l'Ouest (MUJAO) pour former Al-Mourabitoune.

## Formation
En octobre 2012, Mokhtar Belmokhtar est destitué du commandement de sa katiba par Abdelmalek Droukdel, en raison de son comportement jugé trop indépendant et de ses désobéissances. 
Aussi, début décembre 2012, Mokhtar Belmokhtar, annonce sa rupture avec Al-Qaïda au Maghreb islamique et la création d'un nouveau groupe armé, « Les Signataires par le Sang », dont le but est la consolidation « du règne de la charia » dans le Nord du Mali, alors encore contrôlé par les islamistes. Belmokhtar installe sa base à Gao, ville occupée par le MUJAO,, un groupe essentiellement constitué d'Arabes du Mali.

## Actions
En janvier 2013, Belmokhtar et les Signataires par le sang revendiquent l'attaque et la prise d'otages de l'usine gazière d'In Amenas en Algérie. L'attaque, confiée à la brigade Al-Mouthalimin (« les Enturbannés »), est baptisée par les islamistes opération Abdel Rahim Al-Mauritani, en hommage à un terroriste du même nom tué par les forces de sécurité. Du 16 au 19 janvier, plusieurs centaines d'employés sont pris en otages par les assaillants. À la suite de l'assaut des forces algériennes, sept sont exécutés sommairement. Au terme des affrontements 37 otages étrangers, un otage algérien et 29 combattants islamistes trouvent la mort,.
Le samedi 2 mars, l'armée tchadienne déclare avoir tué Mokhtar Belmokhtar pendant la bataille de l'Adrar de Tigharghâr. Le Tchad s'appuie sur des témoignages de prisonniers, ainsi que sur des photos prises par des soldats.
Cependant un membre d'AQMI, dont les déclarations publiées sur des sites islamistes sont relevées par l'agence de presse mauritanienne Sahara Media, dément la mort de Mokhtar Belmokhtar et affirme que ce dernier combat dans la région de Gao et non dans l'Adrar des Ifoghas. 
Le 1er avril, Hamada Ould Mohamed Kheirou chef du MUJAO, ainsi que par Moghrane, porte-parole de la katiba Al-Mouthalimin dément la mort de Belmokhtar via l'Agence Nouakchott d'Information. Moghrane évoque également les pertes du mouvement dans la guerre du Mali, et notamment pendant la bataille de Tigharghâr et les attaques de Gao, il affirme que les Mouthalimins ont « déploré 15 à 20 combattants au cours des offensives de la chaîne de montagnes de Tigharghar et qu'ils ont tué un certain nombre de soldats français, dont un officier des transmissions. » 20 autres ont été tués à Gao, 5 sont portés disparus et « 15 autres ont été tués dans d'autres combats, dont Abou Aicha Almassri, Ziyad Al Tounoussi, Farouk Almaghribi, deux Mauritaniens, dont Ahmed Ould El Moctar, un Soudanais et d'autres. »
Le 1er avril, le MNLA affirme avoir livré deux actions victorieuses contre les Signataires par le Sang et le MUJAO, les 29 et 30 mars, près d'Anéfif lors des combats de Teghboubinene et d'In Arab. Il déclare avoir tué 17 jihadistes, dont Abou Hagg Younous, un des chefs du groupe de Belmokhtar.
Le 23 mai 2013, le porte-parole El-Hassen Ould Khalill, dit Jouleibib, affirme que les Signataires par le sang ont pris part aux attentats d'Agadez et Arlit  conjointement avec le MUJAO, il déclare également que l'opération a été supervisée par Mokhtar Belmokhtar.
Le 22 août 2013, selon un communiqué signé par Ahmed Ould Amer, dit Ahmed al-Tilemsi et Mokhtar Belmokhtar, le MUJAO et Les Signataires par le sang annoncent leur fusion en un seul mouvement. Ceux-ci prennent le nom de Al-Mourabitoune (Les Almoravides).

## Drapeaux

Drapeau utilisé par les Signataires par le Sang, notamment dans la vidéo où Belmokhtar annonce la création du groupe armé[16].
Drapeau utilisé par les Signataires par le Sang, notamment lors de l'attaque d'In Amenas[17].